# René Felber

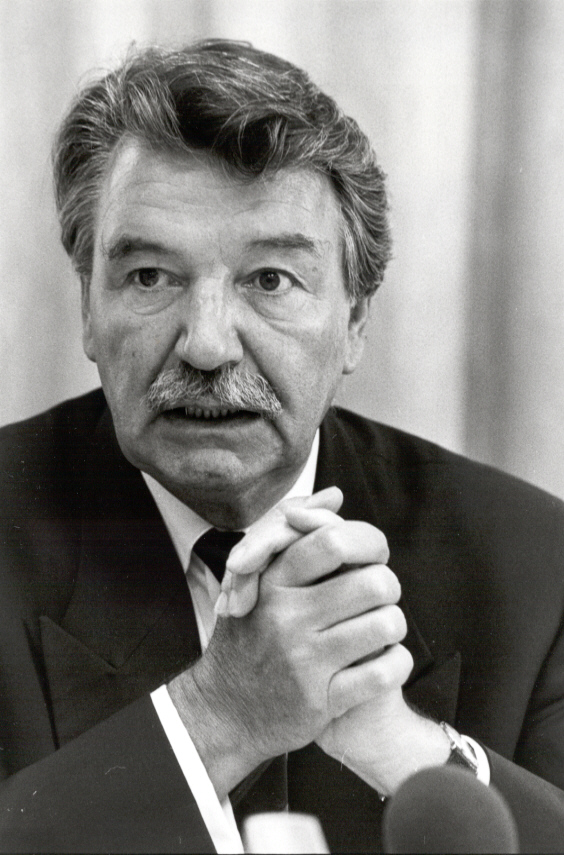
René Felber (1990)

René Felber (* 14. März 1933 in Biel/Bienne; † 18. Oktober 2020; heimatberechtigt in Kottwil und Le Locle) war ein Schweizer Politiker (SP). Nach einigen Jahren Tätigkeit als Lehrer war er von 1964 bis 1980 Stadtpräsident von Le Locle und von 1965 bis 1976 Mitglied des Kantonsparlaments des Kantons Neuenburg. Von 1967 bis 1981 sass er im Nationalrat, anschliessend war er Neuenburger Staatsrat. Obwohl er damals nicht mehr dem Parlament angehörte, wurde er 1988 in den Bundesrat gewählt. Während seiner bis 1993 dauernden Amtszeit stand er dem Departement für auswärtige Angelegenheiten vor. Als Aussenminister strebte er eine verstärkte internationale Präsenz der Schweiz an. Ebenso versuchte er das Land in die europäische Integration einzubinden. Er scheiterte jedoch 1992 mit seinem wichtigsten aussenpolitischen Anliegen, dem Beitritt zum Europäischen Wirtschaftsraum.
Von 1993 bis 1995 war Felber UN-Sonderberichterstatter für Palästina.

## Biografie

### Beruf und Lokalpolitik
Felbers Familie stammt ursprünglich aus dem Kanton Luzern. Sein Vater Josef Jost Felber arbeitete als Uhrmacher, seine Mutter hiess Maria Ida, geborene Diebold. Zusammen mit zwei Geschwistern verbrachte René Felber den grössten Teil seiner Kindheit und Jugend in der Stadt Neuenburg. Er schloss dort das Gymnasium mit der Matura ab und absolvierte anschliessend das kantonale Lehrerseminar. Ab 1955 arbeitete er als Primarlehrer, zunächst in Dombresson, später in Le Locle. Ebenfalls im Jahr 1955 heiratete er Lucette Evelyne Monnier aus Dombresson, mit der er zwei Töchter und einen Sohn hatte. Nachdem er der Sozialdemokratischen Partei beigetreten war, begann Felber 1960 seine politische Karriere mit der Wahl in den Generalrat (conseil général), dem Gemeindeparlament von Le Locle. 1964 wurde er in den Gemeinderat und zugleich zum Stadtpräsidenten gewählt. In der Folge war er zunächst für die Stadtwerke zuständig, danach bis zu seinem Rücktritt im Jahr 1980 für das Ressort Finanzen.

### Kantons- und Bundespolitik

Nationalrat René Felber (1971)

Von 1965 bis 1976 gehörte Felber dem Kantonsparlament des Kantons Neuenburg an. 1967 gelang ihm die Wahl in den Nationalrat. 1980/81 führte er die Sozialdemokratische Fraktion der Bundesversammlung an. 1981 trat er als Nationalrat zurück, nachdem er in den Neuenburger Staatsrat gewählt worden war. In der Kantonsregierung leitete er daraufhin das Finanz- und Kultusdepartement. Bereits 1977 war er als möglicher Bundesrat im Gespräch gewesen, doch die Fraktion stellte den ebenfalls aus dem Kanton Neuenburg stammenden Ständerat Pierre Aubert als offiziellen Kandidaten auf. Gleichwohl erhielt Felber damals zwölf Stimmen.
1987 kam Felber zu seiner zweiten Chance, nachdem Aubert auf Ende 1987 seinen Rücktritt angekündigt hatte. Als Favorit um dessen Nachfolge im Bundesrat galt zunächst Félicien Morel, doch interne Streitereien in der SP des Kantons Freiburg schmälerten seine Chancen. Während der SP-Parteivorstand den zum linken Flügel gehörenden Genfer Staatsrat Christian Grobet als offiziellen Kandidaten bestimmte, bevorzugte die Fraktion den als gemässigt und pragmatisch geltenden Felber, obwohl dieser seit sechs Jahren nicht mehr im Nationalrat sass. Die Grünen und die linksalternativen POCH riefen zur Wahl einer Frau auf, fanden damit aber kein Gehör. Bei der Bundesratswahl vom 9. Dezember 1987 wurde Felber im ersten Wahlgang mit 152 von 228 gültigen Stimmen gewählt; auf Grobet entfielen 36 Stimmen, auf Morel 27 Stimmen. Mit der Wahl Felbers waren erstmals überhaupt vier Katholiken im Bundesrat vertreten.

### Bundesrat

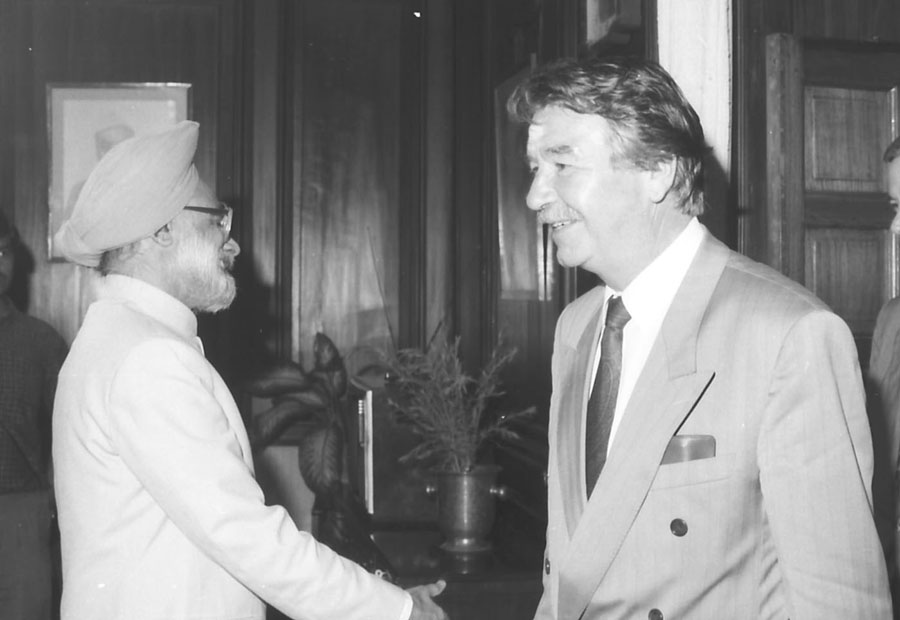
René Felber wird 1991 vom indischen Finanzminister Manmohan Singh in New Delhi begrüsst.

Felber übernahm am 1. Januar 1988 die Leitung des Departements für auswärtige Angelegenheiten. Im ersten Amtsjahr als Aussenminister war er hauptsächlich mit der Reorganisation seines Departements beschäftigt. Es schuf das bereits von seinem Vorgänger Aubert beschlossene Generalsekretariat; hinzu kam eine neue Abteilung innerhalb der Politischen Direktion, die sich um Friedens-, Abrüstungs- und Sicherheitspolitik kümmerte. Ab 1989 vollzog er angesichts der epochalen Umwälzungen in Mittel- und Osteuropa (Fall des Eisernen Vorhangs, Zusammenbruch der Sowjetunion) eine Neuausrichtung der Schweizer Aussenpolitik. Felber verstand die Neutralität der Schweiz nicht als passives Abseitsstehen. Vielmehr sollte das Land eine aktivere und flexiblere Rolle einnehmen als in den Jahren des Kalten Krieges. 1989 nahm er am Gipfeltreffen der Frankophonie teil, ein Jahr später an der KSZE-Gipfelkonferenz. Unter seiner Führung fand 1992 die Genfer Abrüstungskonferenz statt, an der die Chemiewaffenkonvention verabschiedet wurde. Von November 1991 bis Mai 1992 war er Präsident des Ministerkomitees des Europarates.

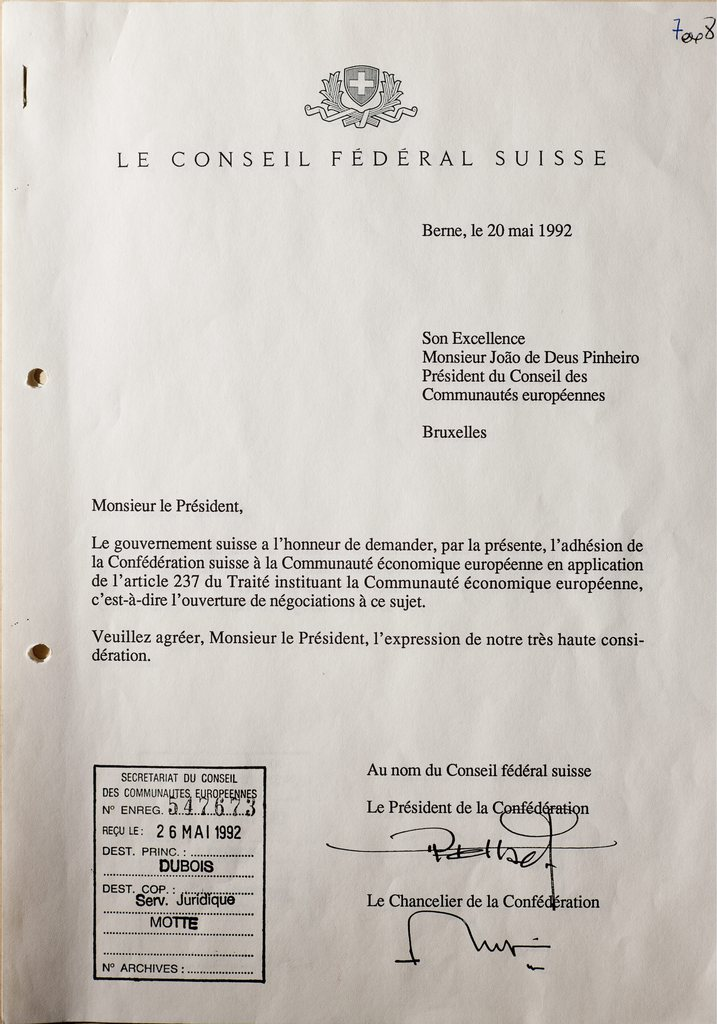
Von Felber unterschriebenes EG-Beitrittsgesuch (1992)

Als Ergebnis von Felbers Öffnungskurs beteiligte sich die Schweiz 1990/91 während des Zweiten Golfkriegs erstmals an wirtschaftlichen Sanktionen der Vereinten Nationen, zwei Jahre später übernahm sie auch die nichtmilitärischen Sanktionen des UN-Sicherheitsrates gegen die Bundesrepublik Jugoslawien und Libyen. Noch bevor die UNO entsprechende Beschlüsse gefasst hatte, erliess sie 1992 Waffenembargos gegen Liberia und Somalia. Ebenso beteiligte sich die Schweiz aktiv an Friedensmissionen der UNO im Libanon und auf Zypern. Zur Unterstützung der Blauhelmtruppen entsandte sie Sanitätseinheiten nach Namibia und in die Westsahara. Felber strebte danach, für Schweizer Blauhelm-Einsätze eine feste gesetzliche Grundlage zu schaffen. Das von ihm angeregte «Bundesgesetz über schweizerische Truppen für friedenserhaltende Operationen» scheiterte jedoch am 12. Juni 1994 in einer Volksabstimmung.
Die europäische Integration stand eindeutig im Zentrum von Felbers Aussenpolitik, besonders als er 1992 das Amt des Bundespräsidenten innehatte. Während der erste Integrationsbericht von August 1988 einen Beitritt der Schweiz zur Europäischen Gemeinschaft (EG) noch klar ausgeschlossen hatte, empfahl der zweite Bericht von November 1990, Verhandlungen über den Europäischen Wirtschaftsraum (EWR) aufzunehmen. Diese konnten im November 1991 abgeschlossen werden und das entsprechende Abkommen wurde am 2. Mai 1992 in Porto unterzeichnet. Im dritten Integrationsbericht, der zwei Wochen später am 18. April erschien, war bereits von der Aufnahme von EG-Beitrittsverhandlungen die Rede. Noch am selben Tag überzeugte Felber die Mehrheit der Bundesräte, ein formelles Beitrittsgesuch zu stellen. Dieses trug inmitten des Abstimmungskampfes um den EWR-Vertrag zur weiteren Emotionalisierung der von Christoph Blocher angeführten Gegenkampagne bei. In der Volksabstimmung vom 6. Dezember 1992 sprach sich eine knappe Mehrheit von 50,3 % gegen den EWR-Vertrag aus. Damit war Felber mit dem wichtigsten aussenpolitischen Ziel seiner Amtszeit gescheitert.

### Rücktritt und weitere Tätigkeiten
Ab Dezember 1991 litt Felber an gesundheitlichen Beschwerden und unterzog sich im Berner Inselspital einer Behandlung, da er an Blasenkrebs erkrankt war. Ende Mai 1992 musste er sich operieren lassen und nahm daraufhin drei Monate Krankheitsurlaub. Nach der EWR-Abstimmungsniederlage gab es Spekulationen, wonach sein Rücktritt unmittelbar bevorstünde. Felber liess sich jedoch etwas Zeit und verkündete schliesslich in der ersten Bundesratssitzung des Jahres 1993, dass er am 31. März zurücktreten werde. Zu seiner Nachfolgerin wurde Ruth Dreifuss gewählt.
Felber zog nach Saint-Aubin-Sauges und engagierte sich als Gründungsmitglied des Fördervereins des archäologischen Museums Laténium in Hauterive. Auf Anfrage des Bundesrates sowie der Regierungen der Kantone Bern und Jura präsidierte er von 1994 bis 1997 die neu gegründete Interjurassische Versammlung. Auch auf internationaler Ebene blieb er weiterhin präsent und nahm in den 1990er Jahren verschiedene Aufträge der UNO an, unter anderem in den Palästinensischen Autonomiegebieten. Ebenso war er Mitglied des Ehrenvorstandes der 1993 gegründeten Umweltschutzorganisation Grünes Kreuz. Von 1998 bis 2000 war er Stiftungsrat des Internationalen Zentrums für humanitäre Minenräumung in Genf. In innenpolitische Debatten mischte er sich nicht ein. Ab 2008 lebte er in Siders.
Am 18. Oktober 2020 starb Felber im Alter von 87 Jahren.